# Grepo
Grepo (em latim: Grep(p)us) foi um nobre danês do século I, ativo durante o reinado do rei Frodo III. Aparece apenas nos Feitos dos Danos de Saxão Gramático.

## Vida
Grepo era filho de Vestmaro e irmão de 11 homens, dos quais dois eram homônimos. Grepo tentou se relacionar com Gunuara, irmã do rei Frodo III, mas suas pretensões estavam fora de alcance. Gunuara, para garantir que ficaria segura longe de Grepo, trancou-se num edifício fortificado e colocou 30 homens vigiando a entrada. Pouco depois, participou na embaixada à corte dos hunos que teve como resultado o compromisso de casamento da princesa Hanunda com Frodo. Grepo traiu o rei ao cometer adultério com a rainha. Gradualmente o escândalo se espalhou até tornar-se público diante do rei, mas conseguiu reverter a situação ao intimidar aqueles que espalharam a notícia. Além disso, conseguiu a permissão do rei para avaliar os pretendentes de sua irmã. Ela tinha grande número de pretendentes, e de modo a se vingar por ter sido rejeitado, fingiu convidá-los para um banquete, reuniu todos e depois os decepou, e cujas cabeças foram colocadas no alojamento de Gunuara.
Depois, Grepo decidiu que reuniões com o rei deveriam ser feitas mediante suborno e proclamou que nenhuma pessoa teria reuniões garantidas se não oferece presentes. Mais adiante, os noruegueses Érico, o Eloquente e seu meio-irmão Rolero chegaram na Dinamarca e Grepo, ciente da fama de Érico como o homem mais eloquente, se apressou para confrontá-lo numa disputa de eloquência:
| “ | Grepo: Quem é, tolo? Em que tarefa boba? De onde e para onde está ligado? Que rota, que busca, que pai e família? Esses homens tem força especial, sua divindade guardiã real, que nunca se afastou de suas próprias moradas. Há poucas pessoas aquecidas a um feito por um patife, e os atos de detestáveis companheiros raramente agradam. Érico: Regner é meu pai, minha característica é uma língua fluente e proeza sempre meu único amor. A sabedoria era o meu único desejo e, portanto, examinei as diferentes maneiras dos homens enquanto viajava por muitas terras. Um estúpido, desenfreado e impróprio em suas emoções, não pode conduzir seus negócios com a devida moderação. Equipamento de vela supera a força dos remadores; ventos despenteados dos mares, mas uma brisa mais sonolenta a terra. Remos clivam a onda, falsidade da terra; o último é irritado pela boca dos homens, mas as mãos pesam no outro. Grepo: Está abarrotado de disputas, eles dizem, como um galo com imundície, cheirando a sujeira, fedendo a crime. É difícil levar um caso contra um palhaço, que prospera em uma dança de palavras sem expressar um significado. Érico: Pelo céu, conversa sem cérebro, a menos que eu esteja muito enganado, muitas vezes repercute na cabeça dele que a pronunciou. Por meio da justa dispensação dos deuses, as palavras foram derramadas com pouca inteligência, para infestar o libertador. Assim que detectamos pela primeira vez um par de orelhas de lobo suspeitas, acreditamos que a própria criatura está se aproximando. Ninguém acha que devemos confiar em uma pessoa vazia de fé, alguém a quem o relato se declara culpado de traição. Grepo: Rapaz impudente, coruja da noite, que perdeu o seu caminho na escuridão, pagará o preço por tal indiscrição de discurso. Estas palavras profanas, que arrota em sua loucura, deve chorar por quando sua morte faz expiação. Seu corpo sem vida e sem sangue proporcionará um banquete para os corvos, um bocado para os animais, a carniça de um pássaro voraz. Érico: As previsões do covarde e os desejos endurecidos dos viciosos nunca foram contidos dentro de seus limites adequados. Aquele que engana seu senhor e choca desenhos indecentes será uma armadilha para seus companheiros e para si mesmo. Acredita-se que quem ama um lobo em sua casa está promovendo um ladrão, um assassino de sua própria casa. Grepo: Eu nunca, como acredita, me aproveitou da rainha, mas a protegi quando era jovem e vulnerável. Assim minha propriedade aumentou, pois sua gratidão primeiro me trouxe recompensas, poder, riqueza e bons conselhos. Érico: Vejo! sua ansiedade premente te indica. A independência é mais segura onde a mente permanece imaculada. Ele é enganado, que deseja um servo para seu amigo; um menial muitas vezes danifica seu mestre. | ” |

Ao perder a disputa, colocou as esporas num cavalo e partiu. Chegando em casa, encheu o palácio de gritos e ordenou que seus guerreiros pegassem em armas, imaginando que iria se vingar. Frodo tentou dissuadiu-o, dizendo que esquemas precipitados muitas vezes falhavam, com os frenéticos empreendimentos se voltando contra seus planejadores, bem como que era impróprio atacar poucos homens com grande horda. Grepo concordou, mas quis vingança com magia negra. Partiu à costa, onde Érico estava, com alguns feiticeiros. Sacrificou um cavalo aos deuses e empalou sua cabeça cortada em um poste. Então, escancarou a boca com paus para lhe dar mandíbulas largas e sorridentes, esperando que a estranha aparição colocasse medo em Érico. Grepo acreditava, segundo os Feitos, que as mentes simples dos estrangeiros iriam encolher diante da cabeça decepada, mas Érico enfrentou os magos e atravesso a ponte que levava para onde estavam. Pouco depois, quando Érico chegou ao palácio de Frodo, a questão do adultério foi levantada novamente e Grepo, que estava sentado no salão, se levantou para apunhalá-lo e tentar salvar sua vida. Seu plano, porém, foi frustrado por Rolero, que o matou.